# Torre di Nao
La torre di Capo Nao, più semplicemente conosciuta come torre di Nao o torre Nao, è un monumento risalente al XVI secolo situato a Capo Colonna, in provincia di Crotone.

## Storia
Carlo V iniziò una vasta ed imponente opera di fortificazione dei litorali calabresi nel XVI secolo, per potenziare le strutture difensive del Regno di Napoli. Inizialmente, il progetto iniziato dal viceré don Pedro di Toledo prevedeva la costruzione di 3 torri, ovvero la torre di Capo Nao, la torre di Scifo e la torre Mariedda. Solo la prima torre venne però costruita, pare per mano di Fabrizio Pignatelli, che iniziò la costruzione nel 1550 e la termino all'incirca nel 1568. La torre venne interamente ricoperta di pietra arenaria, di cui è composto anche tutto il promontorio Lacinio. La torre resistette alle incursioni saracene e anche se in seguito, nel 1806, passò nelle mani dei francesi, che la inserirono nel loro sistema doganale. Dopo l'Unità d'Italia, divenne una sede del comando della Guardia di finanza, mentre oggi è un piccolo archeologico.

## Struttura

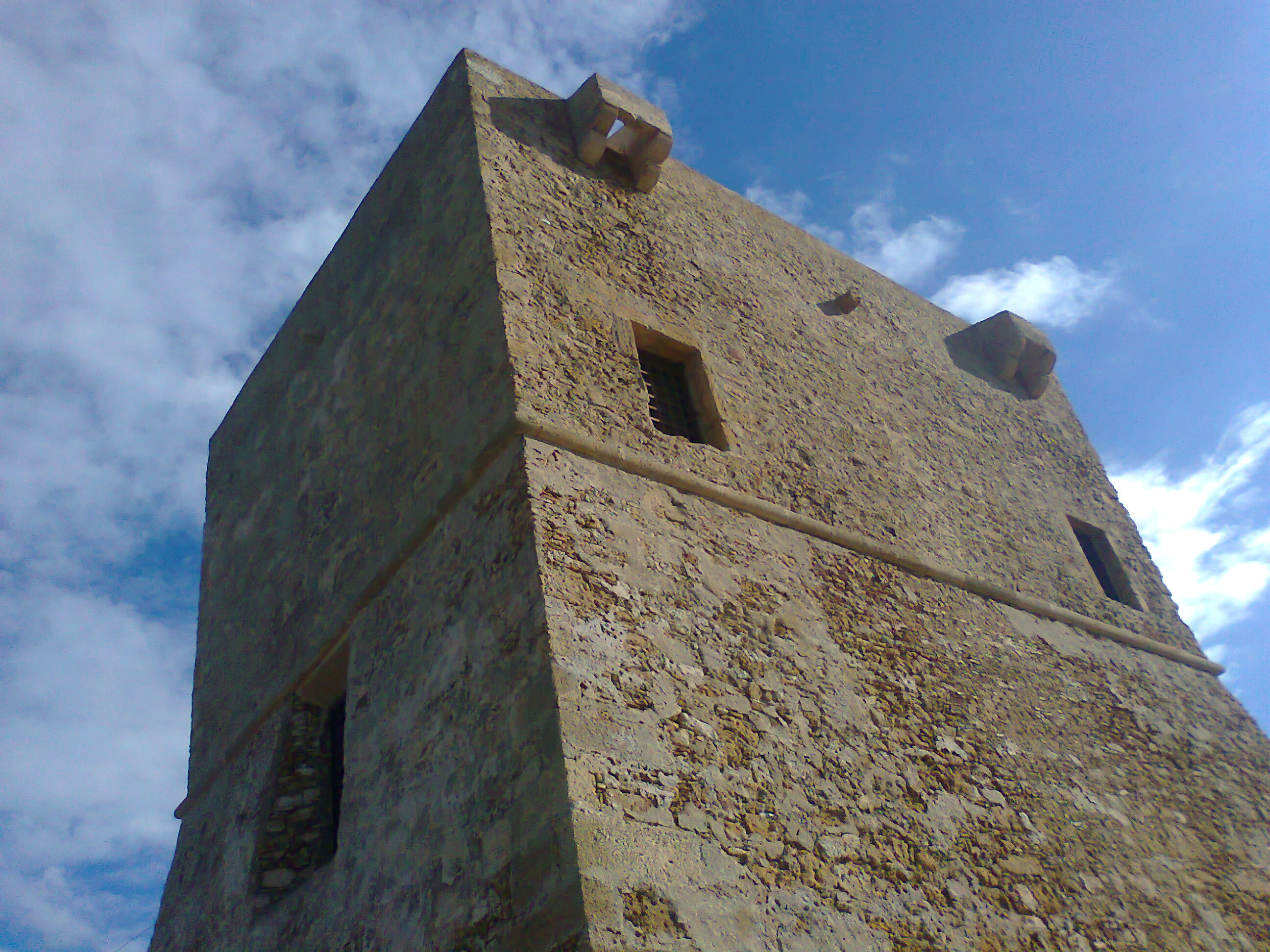
Torre di Nao.

La torre viene costruita come un elemento di difesa, composta da una base quadrata, un aspetto tozzo e semplice, ma allo stesso tempo massiccio ed imponente. L'accesso alla torre è rialzato, e per entrarci bisogna salire tre rampe di scale, che conducono ad un piccolo ponte levatoio a scomparsa, azionabile tramite una carrucola dall'interno. Questi due particolari rendevano la torre quasi impenetrabile ed ancora più difesa, considerando anche i diversi elementi di offesa di cui questa è dotata, come diverse archibugiere, ora trasformate in semplici finestre, e dei piombatoi situati sulla cima della torre. Solo dopo la recente ristrutturazione, venne implementata una porta a piano terra, per permettere anche le più basilari misure di emergenza.

## Museo

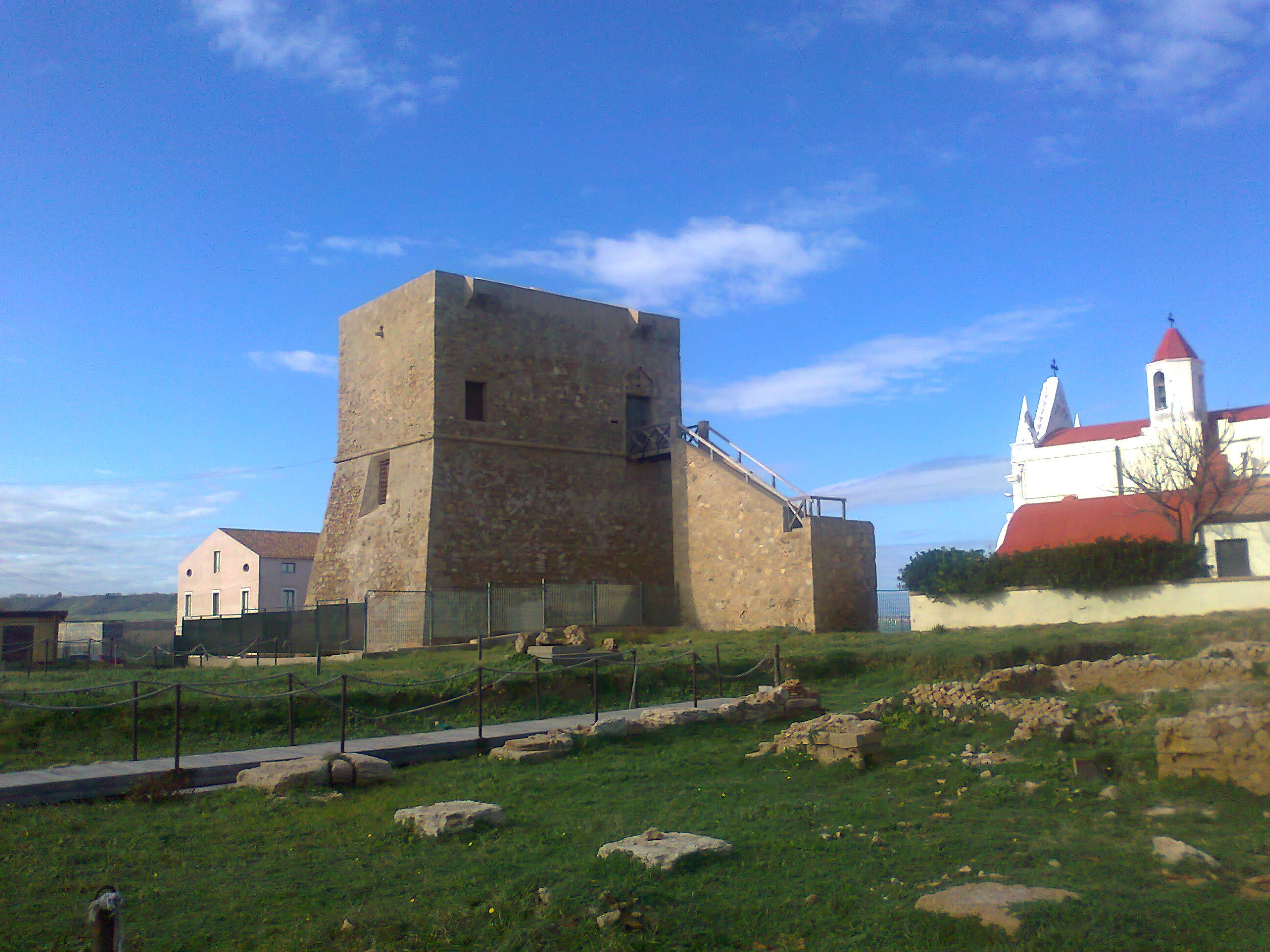
Torre di Nao.

Dopo una fase di restauro sia interno che esterno, la torre è stata adibita ad antiquarium, ovvero un piccolo museo nel quale poter osservare ritrovamenti archeologici subacquei della zona. Si possono osservare reperti archeologici Greci e Romani, con un'età compresa tra il 600 a.C. ed il 200 d.C., tutti rinvenuti nei fondali presso il promontorio, ma anche in tutta la riserva marina, che si estende fino a capo Rizzuto. Inizialmente, venne adibita alla mostra dei reperti rinvenuti all'interno dell'area archeologica adiacente, ma con il passare del tempo e l'aumentare dei reperti, venne costruito il Museo archeologico nazionale di Crotone, nel quale vennero trasferiti tutti i reperti rinvenuti all'interno dell'area archeologica (anche se alcuni reperti vennero portati al Museo Archeologico di Reggio Calabria) e lasciò spazio all'esposizione nella torre di numerose anfore, monete antiche, ceramiche, vasi e marmi. Salendo inoltre in cima alla torre, si possono osservare a pieno splendore le coste ed i litorali, nonché la città di Crotone.